# Championnat d'Autriche de football 1962-1963
Navigation
Saison précédente Saison suivante
La saison 1962-1963 du Championnat d'Autriche de football était la 52e édition du championnat de première division en Autriche. La Staatsliga A regroupe les 14 meilleurs clubs du pays au sein d'une poule unique où ils s'affrontent deux fois au cours de la saison, à domicile et à l'extérieur. À la fin de la saison, les 3 derniers du classement sont relégués et remplacés par les 3 meilleurs clubs de Regionalliga.
C'est le FK Austria Vienne, double tenant du titre, qui remporte à nouveau le championnat en terminant en tête du classement final, avec 4 points d'avance sur le SK Admira Vienne Energie et 5 sur le Wiener Sport-Club. C'est le 8e titre de champion d'Autriche de l'histoire du club, qui réalise un nouveau doublé en battant le Linzer ASK en finale de la Coupe d'Autriche.

## Les 14 clubs participants
| - Wiener Sport-Club - SK Rapid Vienne - SK Austria Klagenfurt - Promu de Regionalliga - First Vienna FC - 1. Simmeringer SC - SV Austria Salzbourg - Promu de Regionalliga - Wiener AC | - Linzer ASK - SVS Linz - SK Admira Vienne Energie - FK Austria Vienne - Grazer AK - 1. Schwechater SC - Wacker AC - Promu de Regionalliga |

## Compétition

### Classement
Le barème utilisé pour établir le classement est le suivant :
- Victoire : 2 points
- Match nul : 1 point
- Défaite : 0 point

| Rang | Équipe                   | Pts | J  | G  | N | P  | Bp | Bc | Diff |
| ---- | ------------------------ | --- | -- | -- | - | -- | -- | -- | ---- |
| 1    | FK Austria Vienne T C    | 38  | 26 | 17 | 4 | 5  | 60 | 26 | +34  |
| 2    | SK Admira Vienne Energie | 34  | 26 | 15 | 4 | 7  | 46 | 23 | +23  |
| 3    | Wiener Sport-Club        | 33  | 26 | 14 | 5 | 7  | 56 | 38 | +18  |
| 4    | SK Rapid Vienne          | 32  | 26 | 14 | 4 | 8  | 52 | 28 | +24  |
| 5    | Linzer ASK               | 31  | 26 | 15 | 1 | 10 | 42 | 38 | +4   |
| 6    | 1. Schwechater SC        | 26  | 26 | 11 | 4 | 11 | 49 | 44 | +5   |
| 7    | Wiener AC                | 26  | 26 | 11 | 4 | 11 | 37 | 46 | -9   |
| 8    | First Vienna FC          | 25  | 26 | 9  | 7 | 10 | 44 | 39 | +5   |
| 9    | Grazer AK                | 23  | 26 | 9  | 5 | 12 | 31 | 41 | -10  |
| 10   | 1. Simmeringer SC        | 21  | 26 | 7  | 7 | 12 | 34 | 46 | -12  |
| 11   | SVS Linz                 | 20  | 26 | 8  | 4 | 14 | 34 | 50 | -16  |
| 12   | SV Austria Salzburg P    | 19  | 26 | 9  | 1 | 16 | 31 | 59 | -28  |
| 13   | Wacker AC P              | 19  | 26 | 7  | 5 | 14 | 38 | 53 | -15  |
| 14   | SK Austria Klagenfurt P  | 17  | 26 | 7  | 3 | 16 | 26 | 49 | -23  |

|  | Qualification pour la Coupe des clubs champions 1963-1964                    |
|  | Qualification pour la Coupe des Coupes 1963-1964                             |
|  | Qualification pour la Coupe des villes de foires 1963-1964                   |
|  | Relégation directe en Regionalliga                                           |
|  | T Tenant du titre C Vainqueur de la Coupe d'Autriche P Promu de Regionalliga |

## Bilan de la saison
| Championnat d'Autriche de football 1962-1963 |                              |
| Champion                                     | FK Austria Vienne (8e titre) |
| Coupes et trophées                           |                              |
| Vainqueur de la Coupe d'Autriche 1962-1963   | FK Austria Vienne            |
| Qualifications continentales                 |                              |
| Coupe d'Europe des clubs champions 1963-1964 | FK Austria Vienne            |
| Coupe des Coupes 1963-1964                   | Linzer ASK                   |
| Coupe des villes de foires 1963-1964         | SK Rapid Vienne              |
| Promotions et relégations                    |                              |
| Promus en Staatsliga A                       | Kapfenberger SV              |
| Promus en Staatsliga A                       | 1. Wiener Neustädter SC      |
| Promus en Staatsliga A                       | FC Dornbirn                  |
| Relégués en Regionalliga                     | SK Austria Klagenfurt        |
| Relégués en Regionalliga                     | SV Austria Salzbourg         |
| Relégués en Regionalliga                     | Wacker AC                    |